# Nicola Girasoli

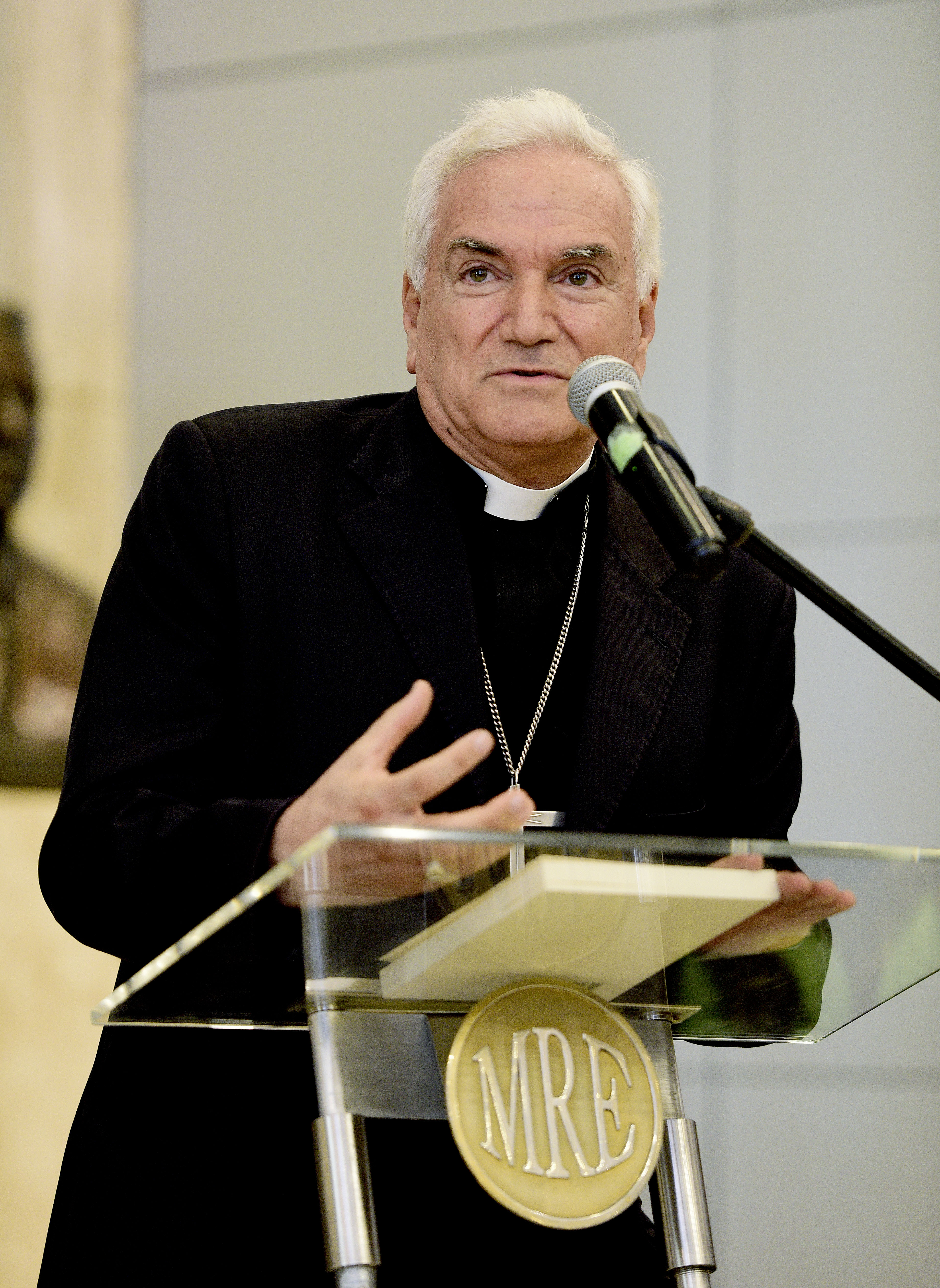
Nicola Girasoli (2018)

Nicola Girasoli (* 21. Juli 1957 in Ruvo di Puglia, Provinz Bari, Italien) ist ein italienischer Geistlicher, römisch-katholischer Erzbischof und Diplomat des Heiligen Stuhls.

## Leben
Nicola Girasoli empfing am 15. Juni 1980 durch Papst Johannes Paul II. das Sakrament der Priesterweihe. Er wurde am 30. September 1986 in den Klerus des mit gleichem Datum errichteten Bistums Molfetta-Ruvo-Giovinazzo-Terlizzi inkardiniert.
Am 24. Januar 2006 ernannte ihn Papst Benedikt XVI. zum Titularerzbischof von Egnazia Appula und bestellte ihn zum Apostolischen Nuntius in Malawi und Sambia. Die Bischofsweihe spendete ihm Kardinalstaatssekretär Angelo Sodano am 11. März desselben Jahres; Mitkonsekratoren waren der Sekretär der Kongregation für die Evangelisierung der Völker, Kurienerzbischof Robert Sarah, und der Bischof von Molfetta-Ruvo-Giovinazzo-Terlizzi, Luigi Martella. Am 29. Oktober 2011 wurde Nicola Girasoli Apostolischer Nuntius in Antigua und Barbuda, Dominica, Jamaika, Grenada, Guyana, Suriname, St. Lucia, auf den St. Kitts und Nevis, auf den Bahamas und auf St. Vincent und den Grenadinen sowie Apostolischer Delegat für die Antillen. Benedikt XVI. bestellte ihn am 21. Dezember desselben Jahres zudem zum Apostolischen Nuntius in Trinidad und Tobago und auf Barbados.
Papst Franziskus ernannte ihn am 16. Juni 2017 zum Apostolischen Nuntius in Peru. Am 2. Juli 2022 ernannte ihn der Papst zum Apostolischen Nuntius in der Slowakei.